# That One Night: Live in Buenos Aires
That One Night: Live in Buenos Aires est un album live du groupe américain de heavy metal Megadeth, qui fut édité en format CD et DVD. Il s'agit d'un concert enregistré à Buenos Aires le 9 octobre 2005 au stade des Obras Sanitarias de Buenos Aires. La performance est inaugurée par des passages où l'on aperçoit Dave Mustaine et Glen Drover jouer quelques classiques du groupe à la guitare acoustique, sur le gazon situé à l'extérieur de leur hôtel. Ce fut durant ce concert que Dave Mustaine annonça, après avoir affirmé que le groupe n'existerait plus après la tournée The System Has Failed, que le groupe continuerait à exister après cette tournée. L'album est sorti en 2007.

## Liste des pistes du DVD
1. Blackmail the Universe
2. Set the World Afire
3. Wake Up Dead
4. In My Darkest Hour
5. She-Wolf
6. Reckoning Day
7. À Tout le Monde
8. Hangar 18 / Return to Hangar
9. I'll Be There
10. Tornado of Souls
11. Trust
12. Something That I'm Not
13. Kick the Chair
14. Coming Home
15. Symphony of Destruction
16. Peace Sells
17. Holy Wars / Silent Scorn

## Liste des pistes du CD

### Disque 1
| No  | Titre                  | Paroles                  | Musique                  | Durée |
| --- | ---------------------- | ------------------------ | ------------------------ | ----- |
| 1.  | Jet Intro              |                          |                          | 0:35  |
| 2.  | Blackmail the Universe | Dave Mustaine            | Mustaine                 | 4:08  |
| 3.  | Set the World Afire    | Mustaine                 | Mustaine                 | 5:27  |
| 4.  | Skin o' My Teeth       | Mustaine                 | Mustaine                 | 3:22  |
| 5.  | Wake Up Dead           | Mustaine                 | Mustaine                 | 3:35  |
| 6.  | In My Darkest Hour     | Mustaine, David Ellefson | Mustaine                 | 6:07  |
| 7.  | Die Dead Enough        | Mustaine                 | Mustaine                 | 3:55  |
| 8.  | She-Wolf               | Mustaine                 | Mustaine                 | 3:31  |
| 9.  | Reckoning Day          | Mustaine, Ellefson       | Mustaine, Marty Friedman | 4:39  |
| 10. | À Tout le Monde        | Mustaine                 | Mustaine                 | 4:28  |
| 11. | Angry Again            | Mustaine                 | Mustaine                 | 3:36  |

### Disque 2
| No  | Titre                    | Paroles              | Musique            | Durée |
| --- | ------------------------ | -------------------- | ------------------ | ----- |
| 1.  | Hangar 18                | Mustaine             | Mustaine           | 5:06  |
| 2.  | Return to Hangar         | Mustaine             | Mustaine           | 3:51  |
| 3.  | I'll Be There            | Mustaine, Bud Prager | Mustaine, Friedman | 5:36  |
| 4.  | Tornado of Souls         | Mustaine, Ellefson   | Mustaine           | 5:22  |
| 5.  | Trust                    | Mustaine             | Mustaine, Friedman | 6:00  |
| 6.  | Something That I'm Not   | Mustaine             | Mustaine           | 4:46  |
| 7.  | Kick the Chair           | Mustaine             | Mustaine           | 4:03  |
| 8.  | Coming Home to Argentina | Mustaine             | Mustaine           | 2:35  |
| 9.  | Symphony of Destruction  | Mustaine             | Mustaine           | 4:23  |
| 10. | Peace Sells              | Mustaine             | Mustaine           | 4:40  |
| 11. | Holy Wars                | Mustaine             | Mustaine           | 8:33  |

- (en) Cet article est partiellement ou en totalité issu de l’article de Wikipédia en anglais intitulé « That One Night: Live in Buenos Aires » (voir la liste des auteurs).